# Jim Mitchell (Politiker)
Jim Mitchell (* 19. Oktober 1946 in Dublin; † 1. Dezember 2002 ebenda) war ein irischer Politiker und als solcher Abgeordneter und Minister.
Mitchell wurde 1977 für die Fine Gael in den Dáil Éireann gewählt. Zuvor hatte er 1976 bis 1977 das Amt des Lord Mayor of Dublin inne. Als Teachta Dála war er vom 30. Juni 1981 bis zum 9. März 1982 Justizminister und ab 1982 Verkehrsminister sowie Postminister. 1984 wurde das Postministerium durch das Kommunikationsministerium ersetzt, sodass Mitchell Minister für Kommunikation wurde. Seine beiden Ministerämter hatte er bis 1987 inne. Bei den Wahlen 2002 konnte er seinen Sitz im Dáil Éireann nicht verteidigen.

## Familie
Mitchell war verheiratet und hatte fünf Kinder. Von Mitchells Geschwistern schlug auch sein Bruder Gay Mitchell eine politische Karriere ein und war wie sein Bruder Lord Mayor of Dublin und Teachta Dála.